# أبو الدهب (فلم 1996)
أبو الدهب هو فيلم مصري عرض عام 1996، بطولة أحمد زكي ورغدة ومعالي زايد وإسعاد يونس، تأليف سمير عبد العظيم وإخراج كريم ضياء الدين.

## قصة الفيلم
أبو الدهب خباز فقير، يُسجن بدلًا من صاحب الفرن مقابل رعاية أسرته، يخرج من السجن ويكتشف عدم وفاء صاحب الفرن بالتزامه فيتشاجر معه ويطرد من عمله، فيتلقفه تاجر مخدرات فيعمل معه ويتحول إلى زعيم عصابة شرس.

## طاقم التمثيل
- أحمد زكي: (أبو الدهب)
- رغدة: (فكرية)
- معالي زايد: (جمالات)
- إسعاد يونس: (زينب)
- ممدوح وافي: (سعد)
- صبري عبد العزيز: (الكبير)
- محيي الدين عبد المحسن: (هريدي)
- سامي سرحان: (زينهم)
- عادل عمار: (الدكتور)
- حجاج عبد العظيم: (أبو ريا)
- طارق فهمي: (حسين)
- مطاوع عويس: (أبو هاشم)
- عبد الباسط حمودة: (مطرب)
- خالد مرزوق
- يوسف العسال
- عبد العزيز عيسى: (المأذون)

## فريق العمل
- إخراج: كريم ضياء الدين
- تأليف: سمير عبد العظيم
- مدير التصوير: سعيد شيمي
- مونتاج: يوسف الملاخ
- إنتاج: أفلام الكروان - (سمير عبد العظيم)
- موسيقى تصويرية: حسين الإمام
- توزيع داخلي: أفلام النصر (محمد حسن رمزي)
- توزيع خارجي: اتحاد الفنانين للسينما والفيديو
- تأليف الأغاني: سمير عبد العظيم
- ألحان الأغاني: حسن إش إش